# Ifigenia in Tauride (Pindemonte)
Ifigenia in Tauride è una tragedia di Ippolito Pindemonte, pubblicata solo nel 1906.
L'autore, poeta e traduttore di classici, in questa tragedia opera una radicale trasformazione nei caratteri di alcuni dei personaggi. In contrasto col lavoro fedele di traduzione di molte opere, fra le quali l'Odissea, qui cerca di dare un profilo nuovo e moderno alla tragedia antica. Modifica i tempi dello svolgimento del dramma e lo carica di idealità e sentimenti propri. Probabilmente perché frutto di un divertimento del poeta l'opera è stata pubblicata postuma e da alcuni viene considerata minore o non riuscita.
Recentemente è stata rivalutata da uno studio prodotto dall'Accademia Pontaniana di Napoli, dove viene confrontata con l'originale con le dovute sottolineature delle differenze volute ed apportate da Ippolito Pindemonte.